# 格仔山

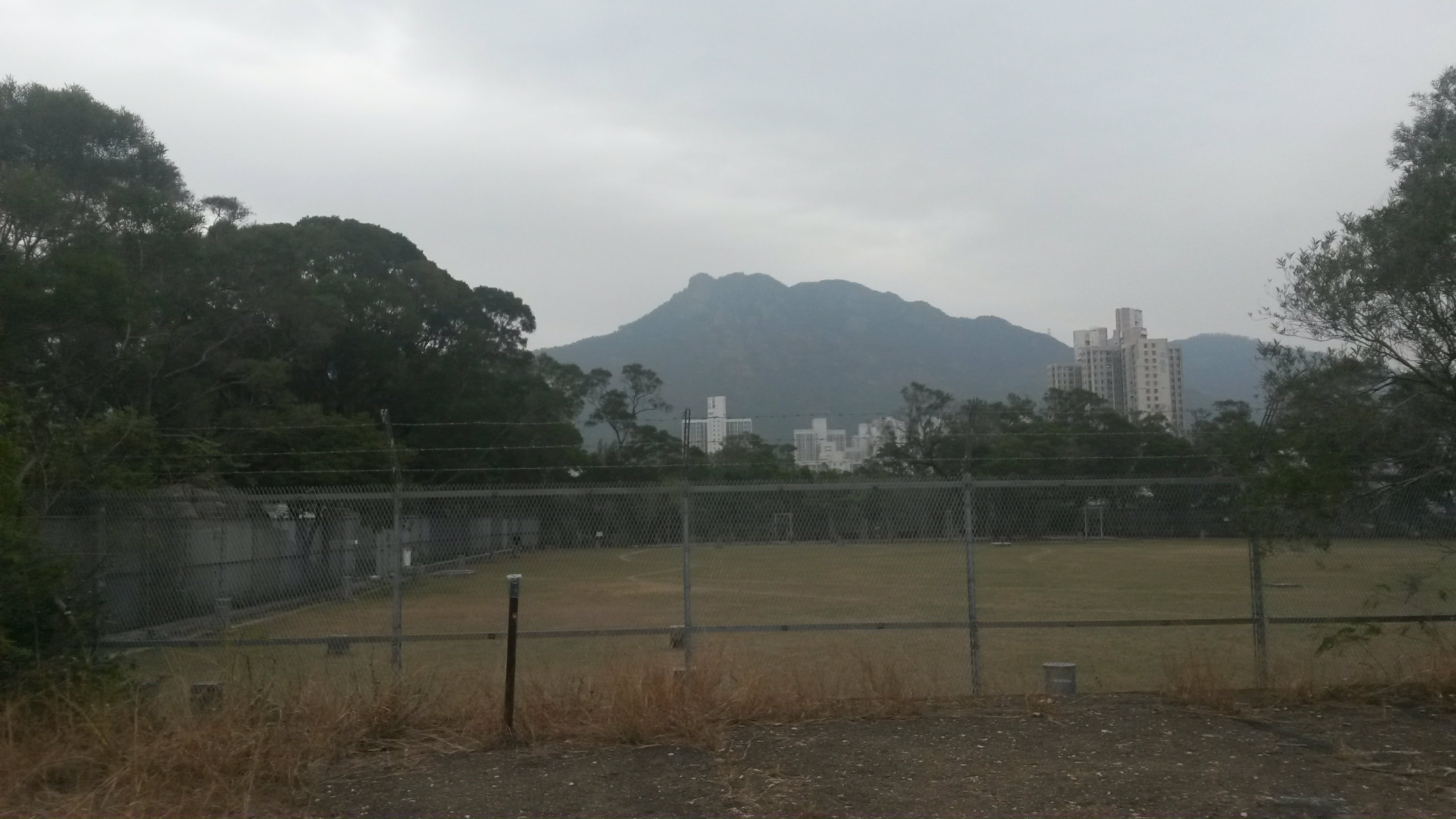
格仔山配水庫

格仔山，原名九龍仔山，是香港九龍的一座山峰，位於九龍仔，海拔高度98米。

## 名字的由來
格仔山原名九龍仔山（Kowloon Tsai Hill），是香港九龍的九龍仔的一座山丘，坊間又稱樂富山。除此以外，該山亦疑似有德美山（Tak Mee Mountain）之古名。

## 歷史
1950年代，啟德機場進行跑道延長工程，小山丘位於13跑道降落航道。由於安全理由，小山丘一部份被夷平，得來的沙石則用於在九龍灣填海興建跑道，而其餘土地則用以興建九龍仔公園。
在啟德機場仍然營運的年代，格仔山是13跑道降落航道必經之地。啟德機場的儀標導航系統把飛機引導至此小山丘，再由機師把飛機轉向進行目視降落。由於需引導機師把飛機在正確航道飛行，小山丘塗上紅白相間的格子圖案，並設有導航燈及無線電導航設備。鮮明的紅白相間的圖案，使香港人把這座小山丘稱為格仔山。基於機場鄰近地區建築高度限制，格仔山鄰近地區的屋宇（例如：石硤尾的南山邨）均可遠眺山上的格仔圖案。
1998年啟德機場關閉後直至2003年，紅白格依然存在。惟格仔山其後塗上灰色并種樹遮盖，以免誤導機師。但到2021年卻重新塗上紅白格。

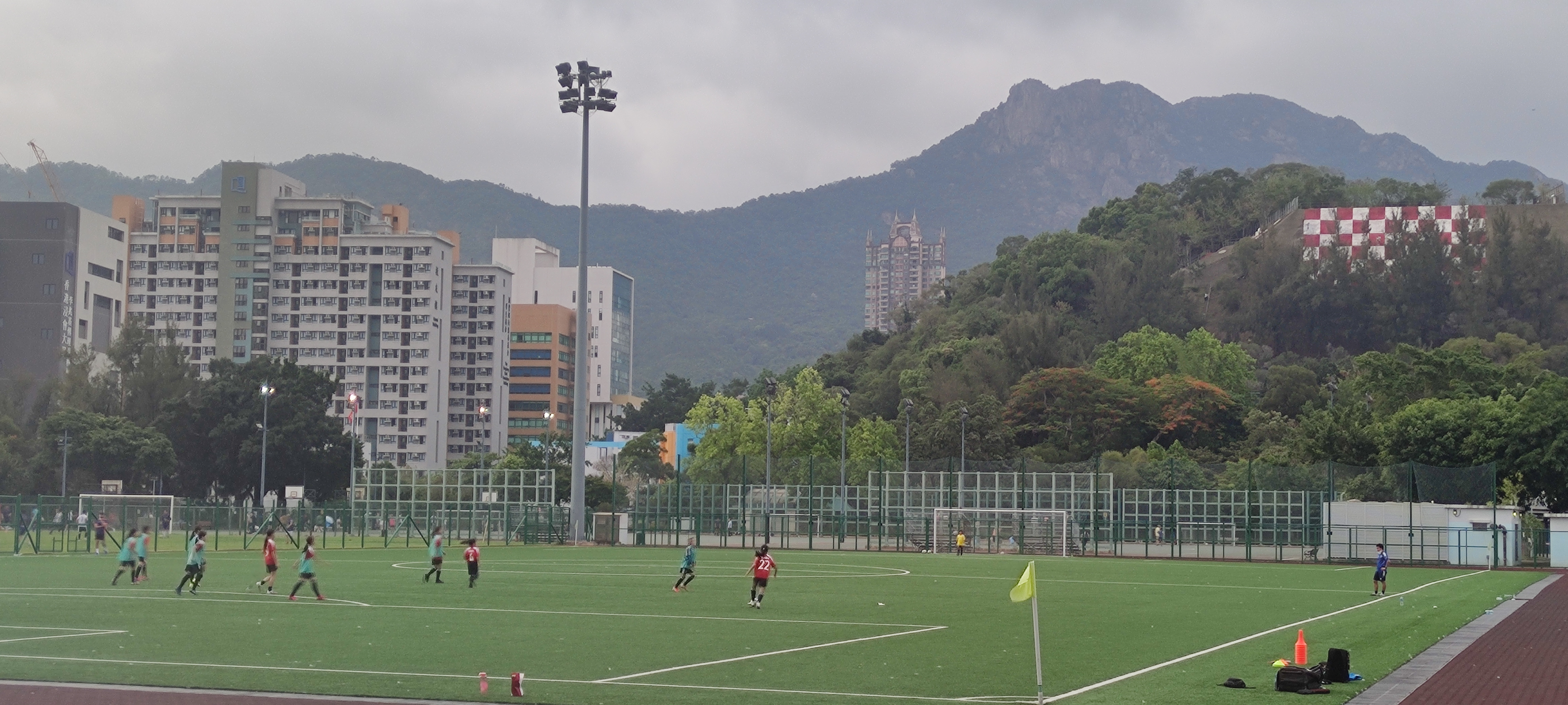
修復後的格仔山

## 設施
山上有一個一三角測量站、前為民航處雷達站的香港天文台的九龍城區域氣象站、水務署的有蓋配水庫（在山頂草坪下）及中電新建的變電站。

## IGS

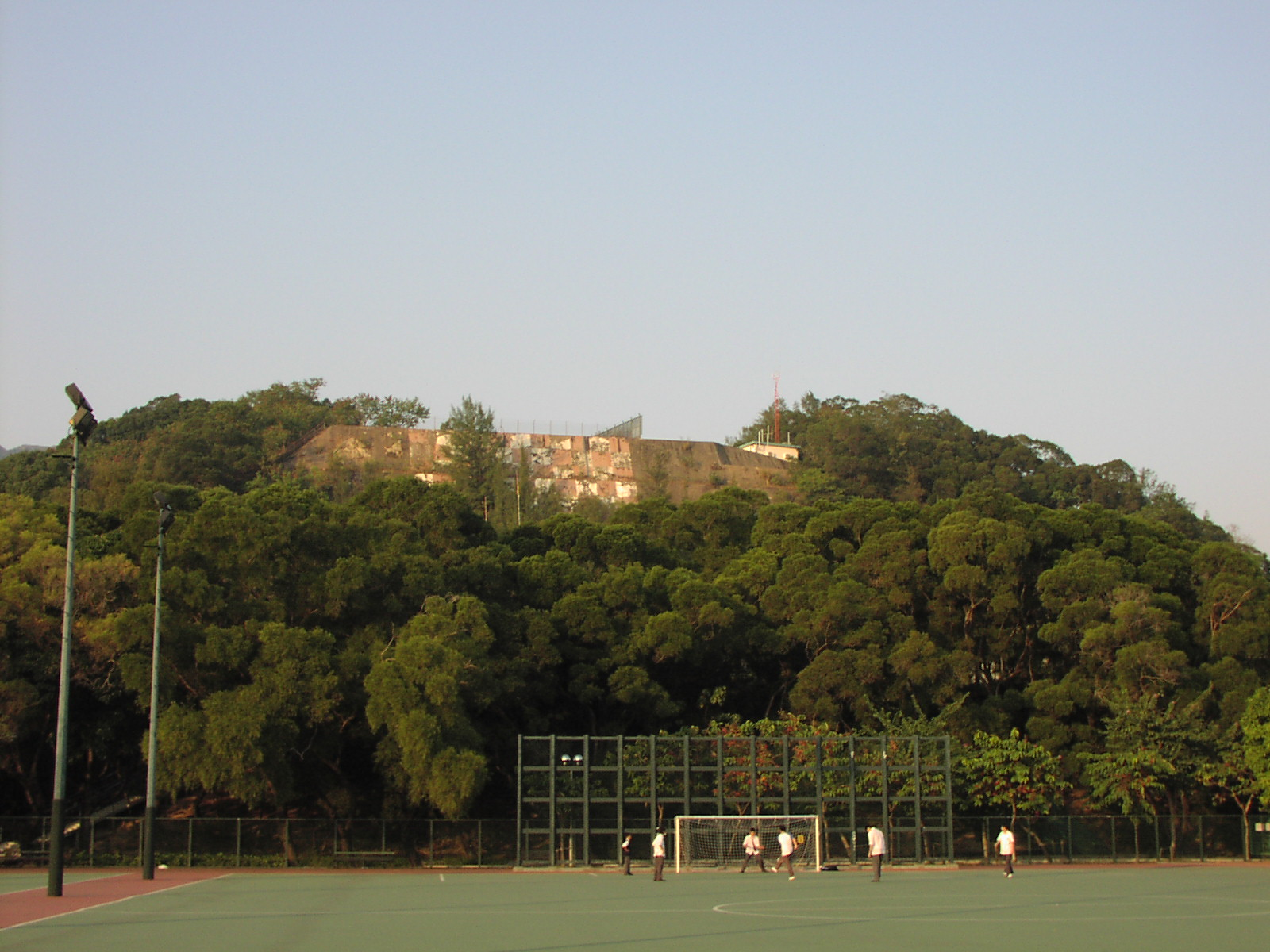
位於九龍仔公園的格仔山是引領航機降落啟德機場的導航設施

民航處安裝了一套儀標導航系統（IGS）用于啟德機場的降落導航上，機師目視格仔山後需要向右轉47度，以對準13跑道（136°方向）著陸。

## 圖片

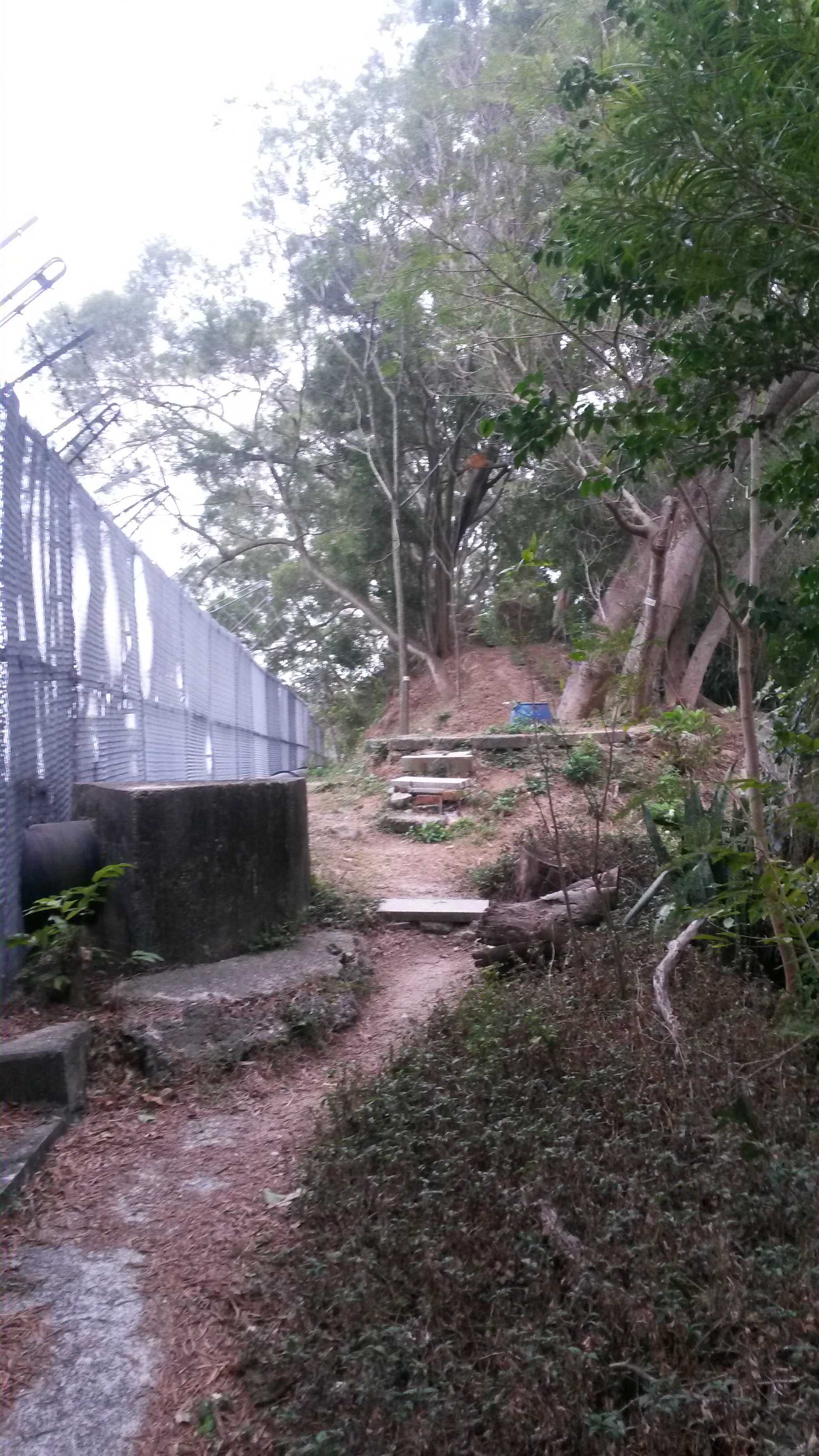
往格仔山山頂樓梯
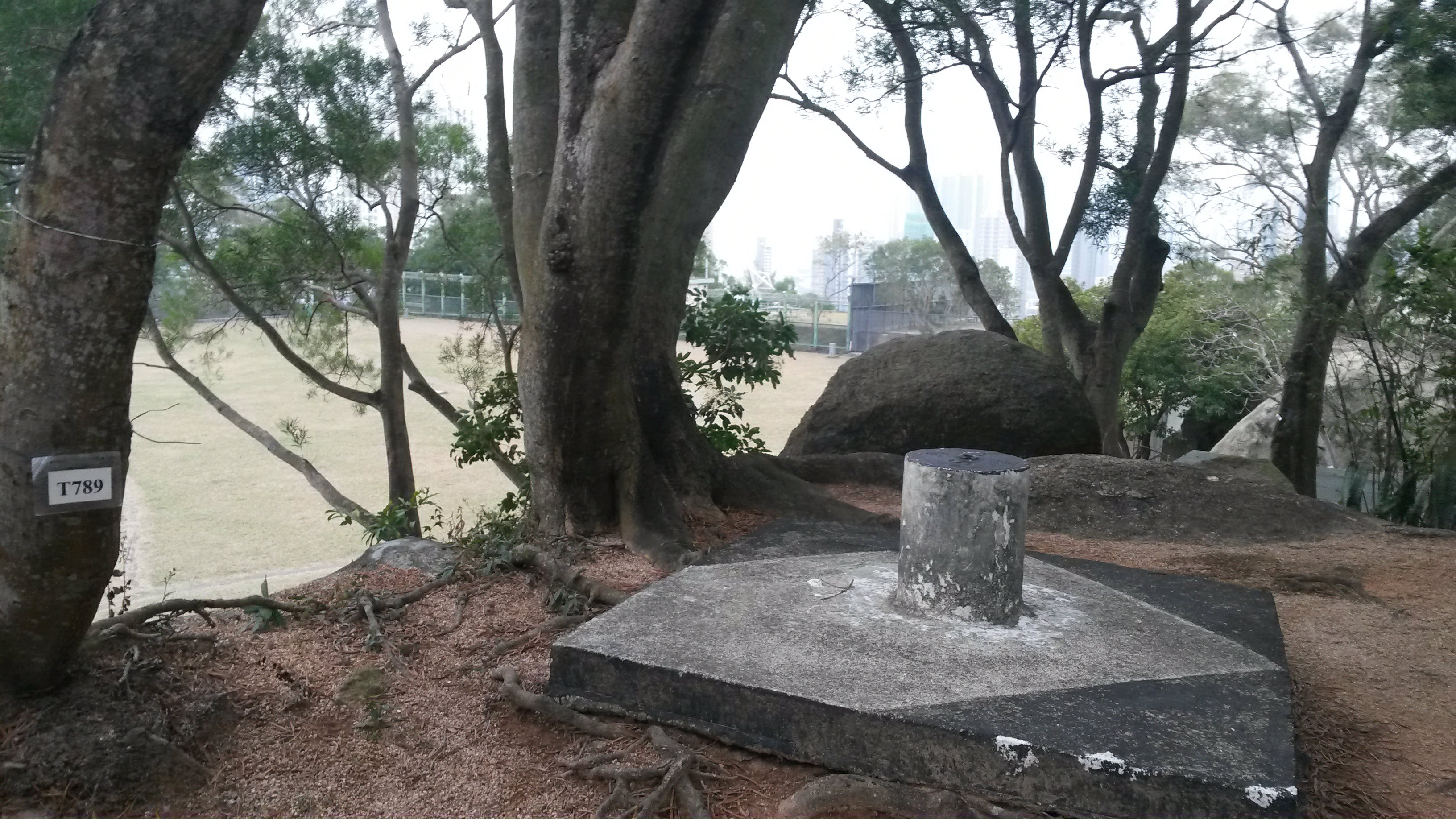
格仔山標高柱
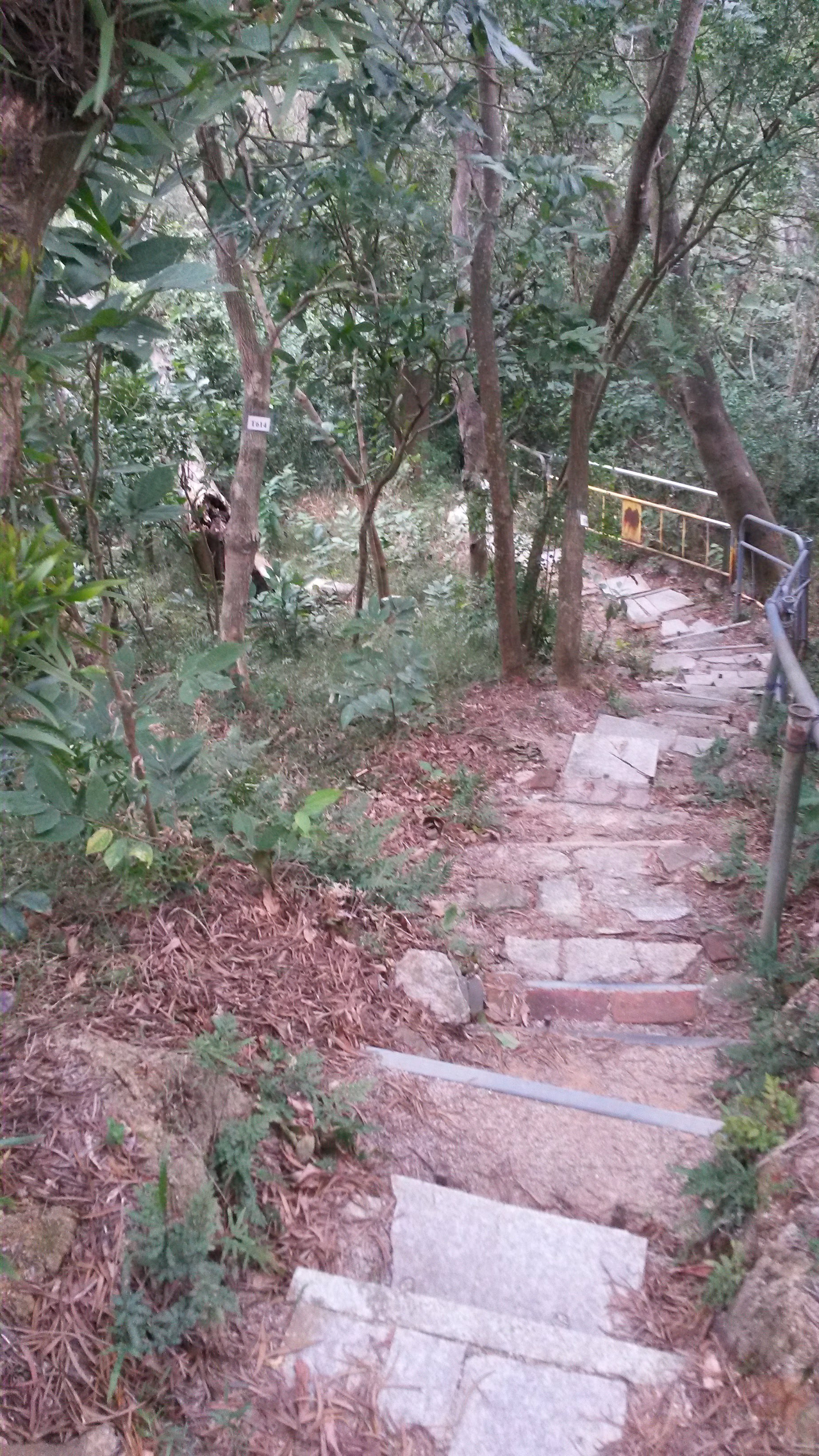
格仔山樓梯

## 外部連結
- 位於九龍仔公園附近的格仔山是引領航機降落啟德機場導航設施的衛星地圖